# 朴正哲
朴正哲（韓語：박정철，1976年11月5日—），韓國男演員。

## 演出作品

### 電視劇
- 1997年：KBS《龍之淚》
- 1997年：KBS《一隻青鳥（朝鲜语：파랑새는 있다 (1997년 드라마)）》飾演 演員
- 1997年：KBS《Star（朝鲜语：스타 (드라마)）》
- 1997年：KBS《當他呼喚我的時候（朝鲜语：그대 나를 부를 때）》
- 1997年：KBS《婚紗（朝鲜语：웨딩드레스 (드라마)）》
- 1998年：KBS《結婚7年（朝鲜语：결혼 7년）》
- 1998年：KBS《活在世上（朝鲜语：살다보면）》
- 1998年：KBS《你與我的歌（朝鲜语：너와 나의 노래）》
- 1998年：KBS《王與妃》
- 1998年：KBS《吉力馬札羅的豹（朝鲜语：킬리만자로의 표범）》
- 1998年：KBS《像風一樣像波浪一樣（朝鲜语：바람처럼 파도처럼）》
- 1998年：KBS《野望的傳說》
- 1998年：KBS《純粹（朝鲜语：순수 (드라마)）》
- 1998年：KBS《我的愛在我身邊（朝鲜语：내사랑 내곁에 (1998년 드라마)）》
- 1998年：KBS《紙鶴（朝鲜语：종이학 (드라마)）》飾演 咖啡廳顧客
- 1999年：MBC《不知別人的速度（朝鲜语：남의 속도 모르고）》飾演 羅大路
- 2000年：SBS《菜鳥（朝鲜语：루키 (대한민국의 드라마)）》飾演 柳時韓
- 2000年：SBS《德兒（朝鲜语：덕이）》飾演 林志錫
- 2001年：SBS《神話（朝鲜语：신화 (드라마)）》飾演 崔泰河
- 2001年：MBC《情定大飯店》飾演 崔容齊
- 2002年：MBC《禮物（朝鲜语：선물 (드라마)）》飾演 昌俊
- 2002年：MBC《Remember（朝鲜语：리멤버 (드라마)）》飾演 崔東民
- 2002年：SBS《純真年代》飾演 劉東樺
- 2003年：SBS《銀幕（朝鲜语：스크린 (드라마)）》飾演 朴泰英
- 2007年：SBS《藍魚》飾演 李賢宇
- 2007年：Channel CGV（朝鲜语：OCN Movies）《正祖暗殺之謎－8天》飾演 丁若鏞
- 2008年：SBS《水瓶座》飾演 金敏佑
- 2008年：tvN《錢的戰爭 the Original（朝鲜语：쩐의 전쟁 the Original）》飾演 金國度
- 2008年：MBC《我的女人》飾演 張泰星
- 2009年：MBC《善德女王》飾演 金龍樹
- 2009年：SBS《妻子回來了》飾演 閔永勳
- 2010年：SBS《招魂（朝鲜语：초혼 (드라마)）》飾演 李昌洙
- 2011年：KBS《廣開土太王》飾演 阿莘王
- 2012年：JTBC《Happy Ending》飾演 李泰平
- 2013年：MBC《醜聞：極具衝擊性與不道德的事件》飾演 趙震雄
- 2014年：KBS《天上女人》飾演 張太正
- 2016年：KBS《再次，初戀》飾演 崔政宇
- 2020年：Channel A《怪咖！文主廚》飾演 姜民錫（特別演出）

### 電影
- 2001年：《葉子（朝鲜语：잎새）》飾演 金旻奎
- 2003年：《Oh! Happy Day（朝鲜语：오! 해피데이 (영화)）》飾演 賢俊
- 2008年：《神機箭》飾演 世子（友情出演）
- 2013年：《No Breathing》飾演 張教練
- 2016年：《季春奶奶》飾演 徐律師（友情出演）

### 綜藝節目
- 2012年：SBS《金炳萬的叢林的法則》馬達加斯加篇
- 2013年：SBS《金炳萬的叢林的法則》亞馬遜篇
- 2013年：SBS《金炳萬的叢林的法則》紐西蘭篇
- 2013年：SBS《金炳萬的叢林的法則》喜馬拉雅篇
- 2013-4年：SBS《金炳萬的叢林的法則》密克羅尼西亞篇
- 2014年：SBS《金炳萬的叢林的法則》索羅門群島篇
- 2014-5年：SBS《金炳萬的叢林的法則》哥斯大黎加篇
- 2017-8年：SBS《金炳萬的叢林的法則》庫克群島篇[第7-9集][48小時分離生存]

### MV
- 2003年：Bobo《遲來的後悔》【李恩宙、金太祐】
- 2008年：白智英《像中槍一樣》

## 外部連結
- EPG 
- 官網介紹